# Chrząstów Wielki
Chrząstów Wielki (pronunciación en polaco: /ˈxʂɔ̃stuv ˈvjɛlkʲi/) es un pueblo ubicado en el distrito administrativo de Gmina Parzęczew, dentro del Distrito de Zgierz, Voivodato de Łódź, en Polonia central. Se encuentra aproximadamente a 4 kilómetros al noroeste de Parzęczew, a 21 kilómetros al noroeste de Zgierz, y a 29 kilómetros al noroeste de la capital regional Lodz.
El pueblo tiene una población aproximada de 85 habitantes.